# 미야다정 (아이치현)
미야다정(宮田町)은 아이치현 하구리군에 설치되었던 정이다. 현재의 고난시 북서부에 해당한다.